# Lisa Randall
Lisa Randall (New York, 18 giugno 1962) è una fisica statunitense, specializzata in fisica delle particelle e cosmologia.

## Biografia
Le sue ricerche concernono le particelle elementari e le forze fondamentali e comprendono lo studio della supersimmetria, del modello inflazionario, del modello Standard, della bariogenesi, della teoria della grande unificazione (GUT), della relatività generale, della teoria delle stringhe e di un'ampia varietà di modelli, uno dei quali ipotizza l'esistenza di dimensioni extra dello spazio.
È stata la prima donna a essere titolare di una cattedra al dipartimento di fisica della Princeton University e a quello di fisica teorica del Massachusetts Institute of Technology e della Harvard University, dove insegna. È membro della American Academy of Arts and Sciences e della American Physical Society. Ha vinto una borsa di studio della Alfred P. Sloan Foundation e i riconoscimenti "Young Investigator Award", "Outstanding Junior Investigator Award" e "Westing House Science Talent Search".
Nell'autunno del 2004 è stata il più citato fisico teorico dei precedenti cinque anni.
Seed Magazine la ha inserita tra le icone della scienza del 2005 e nel 2006 è stata considerata da Newsweek come "uno dei più promettenti fisici teorici della sua generazione". Time Magazine l'ha inclusa nell'elenco delle cento persone più influenti del 2007.
Sua sorella, Dana Randall, è professoressa di informatica al Georgia Institute of Technology.

## Riconoscimenti
- Nel 2003 ha ricevuto il Premio Caterina Tomassoni e Felice Pietro Chisesi dall'Università di Roma La Sapienza.
- Nel 2006 ha ricevuto il "Klopsted Award" dall'American Society of Physics Teachers.
- Nel 2007 ha vinto il premio "Julius Lilenfeld" dell'American Physical Society per il suo lavoro in fisica delle particelle e cosmologia e "per i suoi inesauribili sforzi nel coinvolgere sia gli specialisti sia i non specialisti" nei risultati raggiunti in questi campi.

## Opere
- Warped Passages: Unraveling the Universe's Hidden Dimensions, 2005.
- Knocking on Heaven's Door: How Physics and Scientific Thinking Illuminate the Universe and the Modern World, 2012
- Higgs Discovery: The Power of Empty Space, 2013
- Dark Matter and the Dinosaurs: The Astounding Interconnectedness of the Universe. Ecco. 2015. ISBN 978-0-06-232847-2.

in italiano
- Passaggi curvi, I misteri delle dimensioni nascoste dell'Universo, (2008), il Saggiatore
- Bussando alle porte del cielo - L'universo come non lo abbiamo mai conosciuto, (2012),  il Saggiatore
- L'universo invisibile, (2016),  il Saggiatore